# ひえい (護衛艦)
ひえい（ローマ字：JS Hiei, DDH-142）は、海上自衛隊の護衛艦。はるな型護衛艦の2番艦。艦名は比叡山に因み、旧海軍の金剛型コルベット「比叡」、金剛型戦艦「比叡」に続き日本の艦艇としては3代目。

## 艦歴

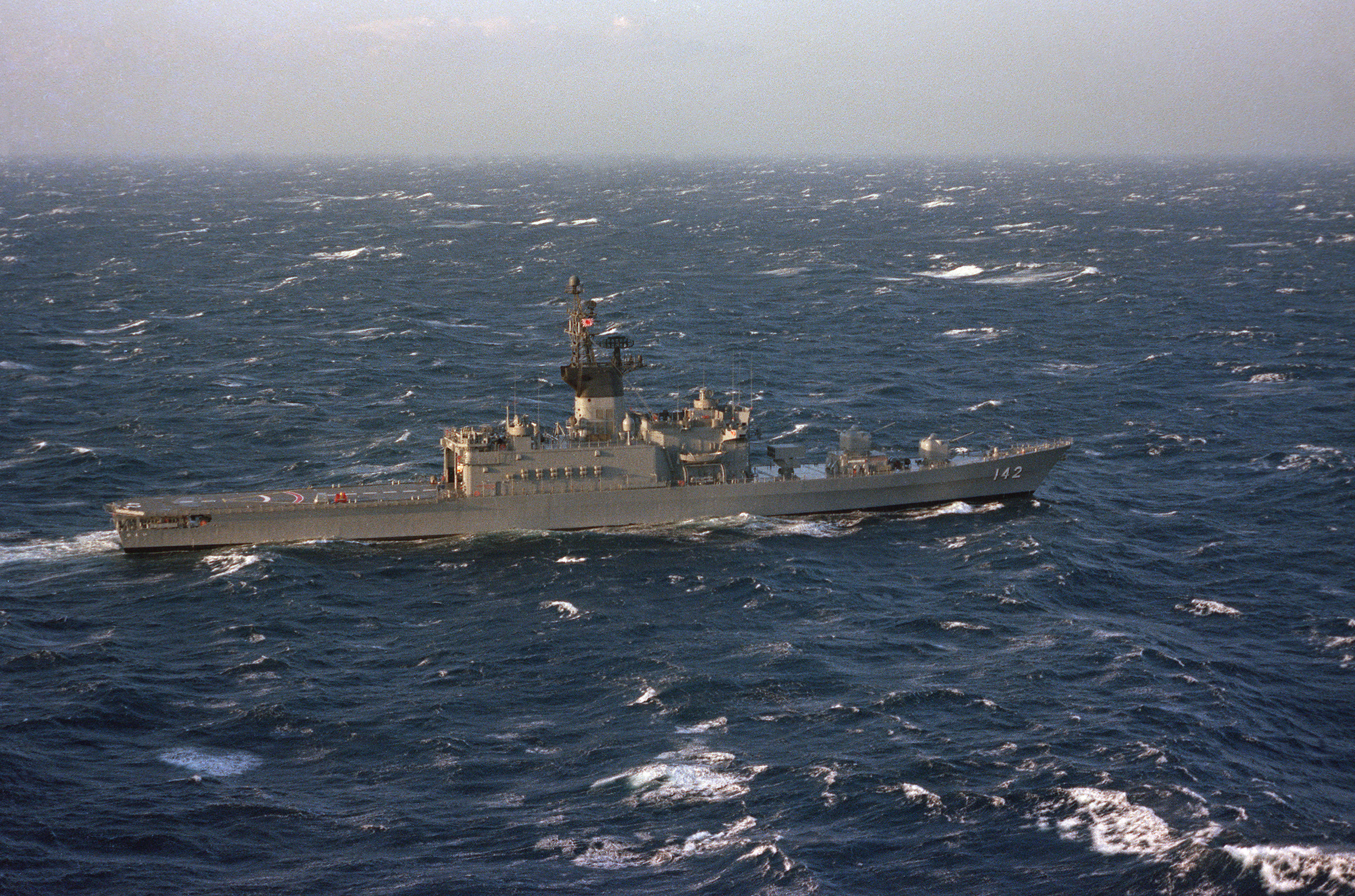
FRAM改装前の「ひえい」（1985年）

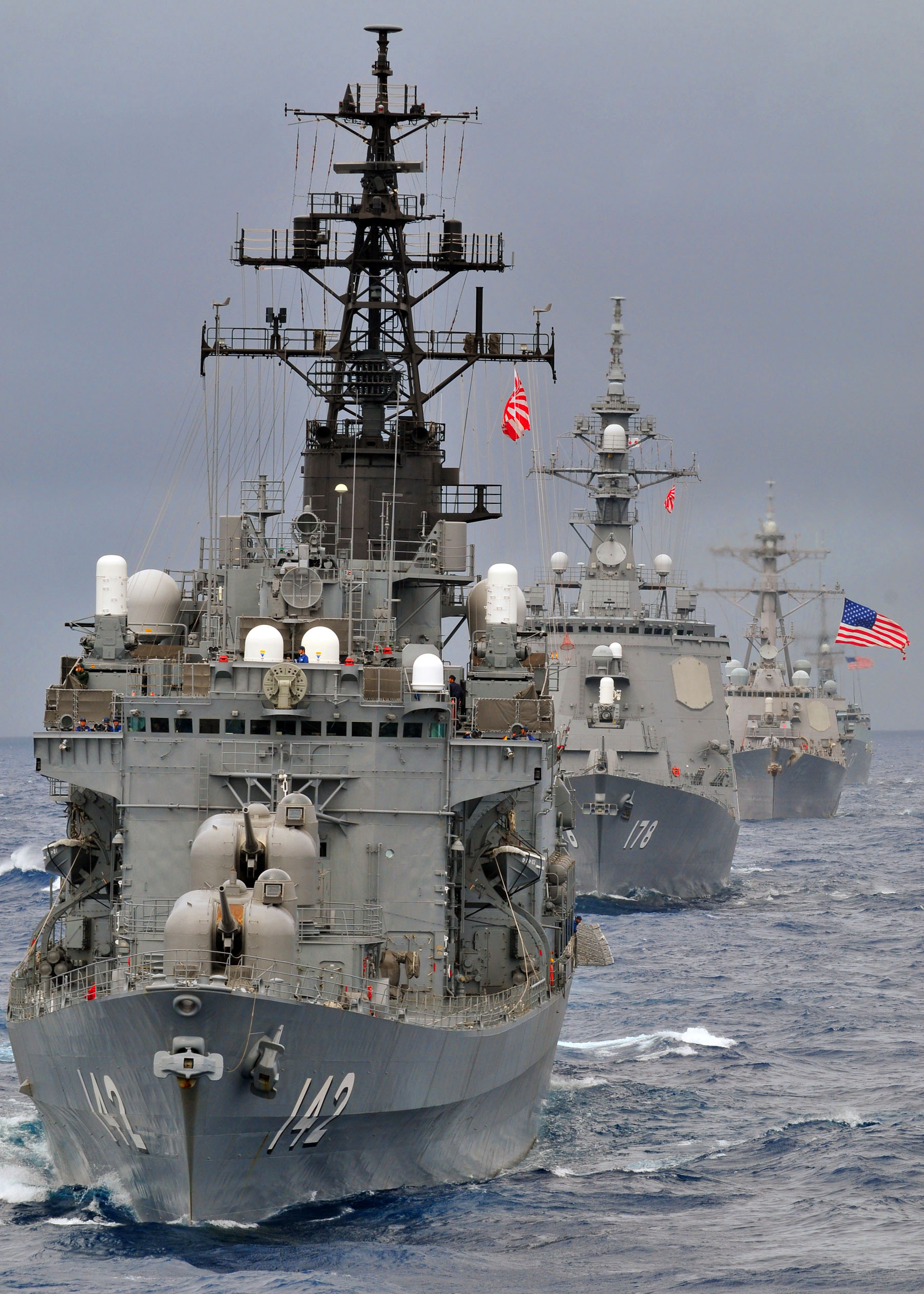
前方より

「ひえい」は、第3次防衛力整備計画に基づく昭和45年度計画4,700トン型ヘリコプター搭載護衛艦2402号艦として、石川島播磨重工業東京第2工場で1972年3月8日に起工され、1973年8月13日に進水、1974年11月27日に就役し、同日付で第1護衛隊群隷下に新編された第51護衛隊に「はるな」とともに編入、横須賀に配備された。
1978年7月3日から8月17日の間、護衛艦「はるな」、潜水艦「くろしお」及びP-2J 8機とともにハワイ派遣訓練に参加。
1980年1月25日から米国に派遣され、2月26日から3月18日の間で実施された『環太平洋合同演習(RIMPAC 80)』に護衛艦「あまつかぜ」及びP-2J 8機と共に日本から初参加した。4月2日に帰国。
1983年3月30日、第51護衛隊が廃止となり、第1護衛隊群直轄艦となる。
1984年3月30日、第4護衛隊群に直轄艦（旗艦）として編入。
1987年8月31日から1989年3月13日にかけて実施されたFRAM改修により、対潜捜索能力、個艦防空能力、戦闘指揮・情報処理能力、電子戦能力が向上した。しかしながらFRAM改修の費用対効果は効率的でなく、同種の大規模改修は「はるな型」2隻に実施されただけであった。
1995年3月2日、第4護衛隊群司令部の呉基地移転に伴い、定係港が呉に転籍。
1996年、環太平洋合同演習(RIMPAC 1996)に参加。
1999年5月11日から8月12日の間、護衛艦「みょうこう」、「あまぎり」とともに米国派遣訓練に参加。
2000年9月1日から11日までロシアペトロパブロフスク・カムチャツキー沖で実施された日露捜索・救難共同訓練に護衛艦「はまぎり」とともに参加。
2001年5月16日から8月3日の間、護衛艦「ちょうかい」、「さみだれ」とともに米国派遣訓練に参加。
2002年9月17日、テロ対策特別措置法に基づき、護衛艦「さみだれ」と共にインド洋に派遣。同年12月まで任務に従事し、2003年1月26日に帰国。
2003年10月28日、テロ対策特別措置法に基づき、護衛艦「あけぼの」、補給艦「ときわ」と共にインド洋に派遣。2004年1月まで任務に従事し、3月3日に帰国。
2005年6月6日から10日まで、ロシアのウラジオストクを訪問し、10日にはウラジオストック沖で日露捜索・救難共同訓練に参加。
2006年、環太平洋合同演習（RIMPAC 2006）に参加。
2008年3月26日、護衛隊改編により第4護衛隊群第4護衛隊に編入。
2010年7月23日から7月27日まで、ロシアのウラジオストク沖で日露捜索・救難共同訓練SAREXに「じんつう」と共に参加。
2011年3月16日、自衛艦旗を返納し退役した。最終所属は第4護衛隊群第4護衛隊、定係港は呉であった。就役期間は36年3ヶ月で、歴代の海上自衛隊の艦艇の中で最長であり、航行距離は地球約44周分、航海時間は約7万9千時間に達する。

### 歴代艦長
| 代 | 氏名       | 在任期間                | 出身校・期            | 前職                                              | 後職                                            | 備考                              |
| -- | ---------- | ----------------------- | --------------------- | ------------------------------------------------- | ----------------------------------------------- | --------------------------------- |
| 01 | 一色行雄   | 1974.11.27 - 1975.12.15 | 海兵75期              | ひえい艤装員長                                    | 第23護衛隊司令                                  |                                   |
| 02 | 岩津章次   | 1975.12.16 - 1977.12.4  | 海兵75期              | きくづき艦長                                      | 阪神基地隊                                      |                                   |
| 03 | 能津長和   | 1977.12.5 - 1979.1.19   | 海保大1期・ 4期幹候   | プログラム業務隊                                  | 海上幕僚監部防衛部付 →1979.2.1 同防衛部運用課長 |                                   |
| 04 | 内海 久    | 1979.1.20 - 1980.7.4    | 海保大1期・ 4期幹候   | てるづき艦長                                      | 第1海上訓練指導隊司令                           |                                   |
| 05 | 松田和久   | 1980.7.5 - 1982.12.5    |                       | さつま艦長                                        | 第1護衛隊司令                                   |                                   |
| 06 | 上田誠也   | 1982.12.6 - 1984.2.9    | 防大1期               | 第3海上訓練指導隊副長 兼 指導部長                 | さがみ艦長                                      | 2等海佐                           |
| 07 | 山下 忠    | 1984.2.10 - 1986.4.1    | 長崎大学・ 10期幹候   | 第1海上訓練指導隊付                               | さがみ艦長                                      | 2等海佐                           |
| 08 | 新田有信   | 1986.4.2 - 1987.5.10    | 同志社大学・ 13期幹候 | 防衛大学校助教授 兼 訓練教官                      | 第1海上訓練指導隊船務科長                       | 2等海佐                           |
| 09 | 牧山 元    | 1987.5.11 - 1990.7.8    | 防大7期               | 誘導武器教育訓練隊 教育部長 兼 学生隊長           | 開発指導隊群司令部 首席幕僚                     |                                   |
| 10 | 葛西信義   | 1990.7.9 - 1992.1.12    | 防大9期               | 大湊地方総監部管理部人事課長                      | 第23護衛隊司令                                  |                                   |
| 11 | 畑田 隆    | 1992.1.13 - 1993.3.23   | 防大9期               | プログラム業務隊副長                              | 海上自衛隊幹部学校教官                          | 2等海佐                           |
| 12 | 古沢 稔    | 1993.3.24 - 1994.8.29   | 防大11期              | 呉地方総監部管理部人事課長                        | とわだ艦長                                      | 2等海佐                           |
| 13 | 稲田 悟    | 1994.8.30 - 1996.8.19   | 防大12期              | さわかぜ艦長                                      | 第1術科学校研究部長                             |                                   |
| 14 | 八木場紀元 | 1996.8.20 - 1997.12.7   | 防大14期              | たちかぜ艦長                                      | 沖縄海洋観測所長                                | 就任時2等海佐 1997.1.1、1等海佐   |
| 15 | 今村修二   | 1997.12.8 - 1999.8.9    | 防大15期              | 海上幕僚監部副監察官                              | 統合幕僚監部事務局第1幕僚室                     |                                   |
| 16 | 菊地英夫   | 1999.8.10 - 2001.9.19   | 防大19期              | 舞鶴地方総監部管理部人事課長                      | かしま艦長                                      |                                   |
| 17 | 湯元正義   | 2001.9.20 - 2003.3.26   | 防大21期              | 練習艦隊司令部幕僚                                | 第24護衛隊司令                                  |                                   |
| 18 | 下出隆敏   | 2003.3.27 - 2005.3.24   | 防大21期              | 海上幕僚監部指揮通信情報部 指揮通信課指揮通信班長 | 自衛艦隊司令部                                  |                                   |
| 19 | 後藤大輔   | 2005.3.25 - 2006.12.5   | 東海大学・ 30期幹候   | 護衛艦隊司令部                                    | 大湊海上訓練指導隊司令                          | 就任時2等海佐、 2005.7.1、1等海佐 |
| 20 | 椋木泰樹   | 2006.12.6 - 2007.12.19  | 防大24期              | はたかぜ艦長                                      | 佐世保地方総監部監察官                          |                                   |
| 21 | 川上修平   | 2007.12.20 - 2010.4.25  | 防大22期              | 佐世保地方総監部監察官                            |                                                 | 2等海佐                           |
| 22 | 染田良弘   | 2010.4.26 - 2011.3.15   | 防大29期              | 舞鶴地方総監部防衛部 第3幕僚室長                  | 海洋業務群司令部付                              |                                   |

## その他
2005年に公開された映画『男たちの大和/YAMATO』では大和の機関室のシーンは、ひえいの機関室を利用して撮影が行われた。また大和の航跡が写るシーンもひえいの航跡を撮影したものをCG合成している。このほかひえいの内火艇も作中に登場している。
2012年には、海上自衛隊第1術科学校の正門に近い構内に、ひえいの錨（幅約1.9メートル、高さ約3.1メートル、重さ4.5トン）が、さびなどを落としてペンキを塗った上で設置された。
2013年10月に撮影されたGoogleのストリートビューでは、江田島市沖美町岡大王の株式会社フルサワの解体場で陸揚げされ、解体されたひえいの姿を確認できる。艦体の中央部50m程が、高速貨客船「テクノスーパーライナー」を係留する臨時の浮き桟橋として転用されている様子も確認できる。